# Nagasato Genki
Genki Nagasato (sinh ngày 16 tháng 12 năm 1985) là một cầu thủ bóng đá người Nhật Bản.

## Sự nghiệp câu lạc bộ
Genki Nagasato đã từng chơi cho Shonan Bellmare, Tokyo Verdy, Avispa Fukuoka, Ventforet Kofu, FC Tokyo và Gainare Tottori.